# Тонивил (Мисури)
Тонивил (енгл. Taneyville) град је у америчкој савезној држави Мисури.

## Демографија
По попису из 2010. године број становника је 396, што је 37 (10,3%) становника више него 2000. године.
| Група             | 2000.       | 2010.       |
| Белци             | 347 (96,7%) | 379 (95,7%) |
| Афроамериканци    | 0 (0,0%)    | 0 (0,0%)    |
| Азијати           | 0 (0,0%)    | 0 (0,0%)    |
| Хиспаноамериканци | 4 (1,1%)    | 12 (3,0%)   |
| Укупно            | 359         | 396         |